# 大金刚 (游戏)
《大金刚》（官方译为，旧译）是任天堂于1981年发行的街机游戏。游戏是平台游戏的早期例子，玩家操纵主角穿过一系列平台，同时避开或跳过障碍。游戏中跳跃的人（后来改名马力欧）需要从猩猩大金刚手中救出女子（现在叫宝琳）。英雄和猩猩（現在叫庫朗奇剛）后来成为任天堂最流行的招牌角色。大金刚是大型電玩黃金年代最重要的作品之一，成为街机史上最普及的作品之一。
遊戲之後被移植到其它遊戲平台，其中較為著名的為紅白機，是日本地區僅有三款紅白機的首發遊戲之一（另外兩款是《大金剛Jr.》和《大力水手》，同樣是街機平台的移植版本）。